# نيشان درة التاج
نيشان درة التاج (宝冠章) هو وسام ياباني، تم إنشاؤه في 4 يناير 1888 من قبل إمبراطور اليابان ميجي، وثاني أدنى ترتيب الأوسمة اليابانية الممنوحة حاليًا. في الأصل كان الوسام يحتوي على خمسة درجات، ولكن في 13 أبريل 1896 تمت إضافة الدرجات السادس والسابع والثامن.
هذا الوسام محجوز تقليديًا للسيدات؛ ومع ذلك، يتم منح الرجال هذا الوسام أحيانًا. في كثير من الأحيان، تم منح الرجال وسام الشمس المشرقة بدلاً من وسام ذرة التاج. في عام 1907، تم منح ميداليات وسام التاج إلى تسعة وعشرين أميركيًا شاركوا في الحرب الروسية اليابانية. تألفت هذه القائمة غير العادية من المكرمين من عشر ممرضات متطوعات وتسعة عشر مراسلة للصحف الأمريكية.
حتى عام 2003، كان وسام درة التاج يحتل مرتبة أقل من وسام الشمس المشرقة ولكن أعلى من وسام الكنز المقدس، وكان يُمنح كإصدار نسائي فقط من وسام الشمس المشرقة؛ ومع ذلك، يمكن أيضًا منحه الرجال. في عام 2003، تم توفير وسام الشمس المشرقة، الذي كان محجوزًا في السابق للذكور، للنساء أيضًا، وتم إلغاء الفئتين الأدنى من وسام درة التاج. يُمنح وسام درة التاج الآن فقط لعضوات العائلة الإمبراطورية والسيدات الأجنبيات المتميزات.

## الهوامش
- Peterson, James W., Barry C. Weaver and Michael A. Quigley. (2001). Orders and Medals of Japan and Associated States. San Ramon, California: Orders and Medals Society of America. (ردمك 1-890974-09-9)
- Roth, Mitchel P. and James Stuart Olson. (1997). Historical Dictionary of War Journalism. Westport, Connecticut: Greenwood Publishing Group. (ردمك 978-0-313-29171-5)

## وصلات خارجية
- Japan, Cabinet Office: Order of the Precious Crown
- Japan Mint